# Siegfried Buback
Siegfried Buback (Wilsdruff, 1920. január 3. – Karlsruhe, 1977. április 7.) nyugatnémet államügyész volt. A Vörös Hadsereg Frakció terroristái meggyilkolták.

## Élete
Siegfried Buback a lipcsei egyetemen tanult. 1940 és 1945 között tagja volt a Nemzetiszocialista Német Munkáspártnak, és harcolt a második világháborúban. 1945-1947-ben hadifogoly volt. 1953-ban ügyész lett, 1972-ben szövetségi államügyésznek nevezték ki.
1962-ben hazaárulással vádolta meg a Spiegel című lapot, amely információkat közölt a német hadseregről. Harcos ellenfele volt a szélsőbaloldali Vörös Hadsereg Frakciónak, amelynek terroristái 1977. április 7-én meggyilkolták.

## Fordítás
- Ez a szócikk részben vagy egészben  a   Siegfried Buback című angol Wikipédia-szócikk ezen változatának fordításán alapul.  Az eredeti cikk szerkesztőit annak laptörténete sorolja fel. Ez a jelzés csupán a megfogalmazás eredetét és a szerzői jogokat jelzi, nem szolgál a cikkben szereplő információk forrásmegjelöléseként.